# Order Czerwonego Krzyża (Serbia)

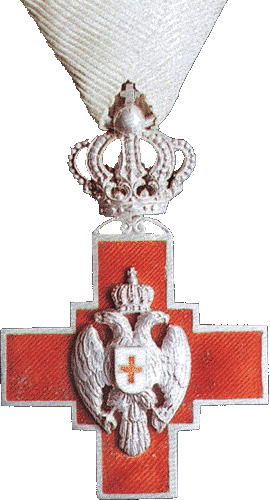
Awers odznaki po 1882 r., tzw. wersja królewska

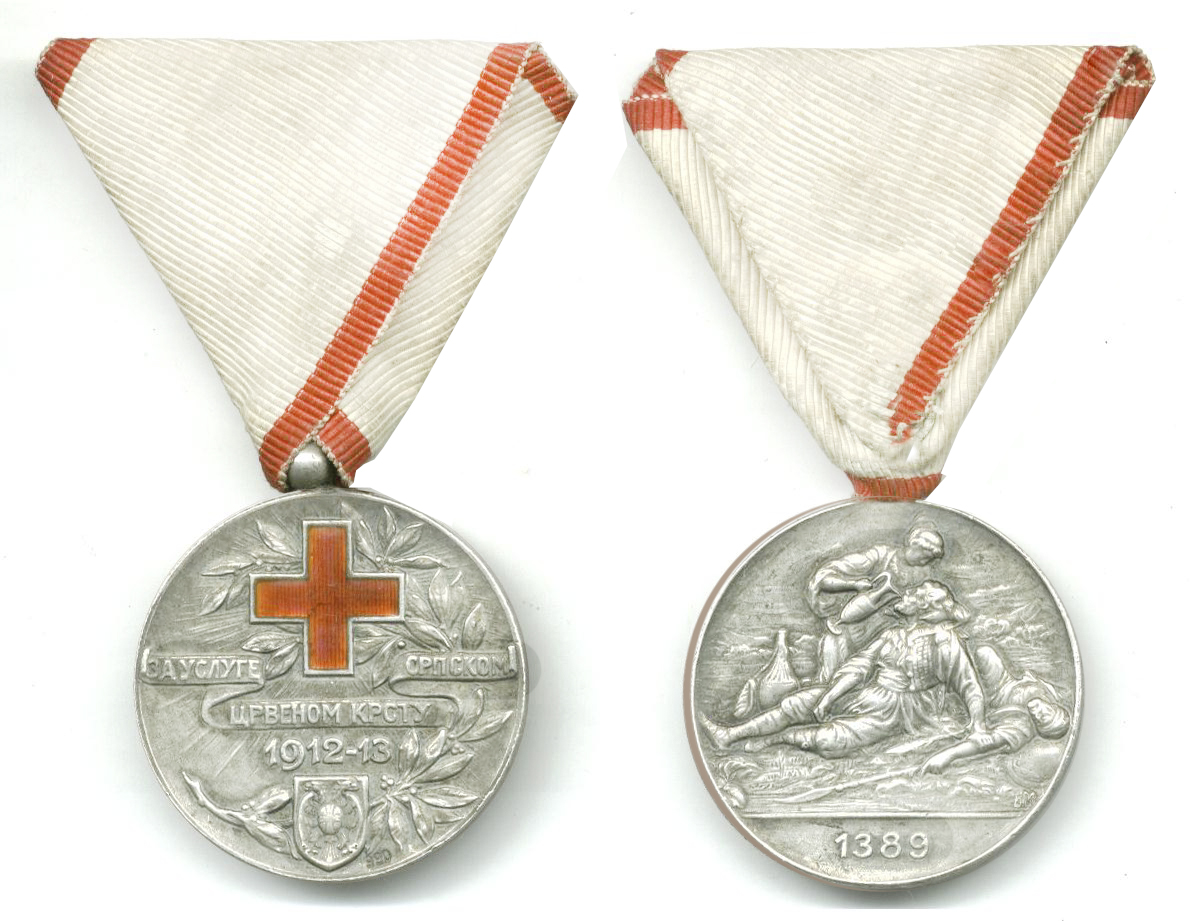
Awers i rewers medalu

Order Czerwonego Krzyża (serb. Орден Црвеног крста, serb.-chorw. Orden Crvenog krsta), właśc. Odznaka Serbskiego Czerwonego Krzyża – jednostopniowe odznaczenie serbskiej organizacji Czerwonego Krzyża, uznane przez serbskie władze wojskowe i nadawane w od 1877, uzupełnione dwustopniowym medalem w 1912.

## Historia
Serbski Czerwony Krzyż został założony 6 lutego 1876 przez doktora Vladana Đorđjewicia. W tym samym roku powstało odznaczenie, które zostało uznane przez serbskie Ministerstwo Wojny 7 kwietnia (19 starego stylu) 1877. 
W roku 1885 Czerwony Krzyż posiadał już ponad 100 lokalnych oddziałów, a w czasie wojny serbsko-bułgarskiej roku 1886 dysponował 45 szpitalami, 37 lazaretami polowymi i pociągiem szpitalnym. W roku 1918 miał 30 tys. członków. 
Medal Serbskiego Czerwonego Krzyża powstał 19 września (1 października) 1912 i był przyznawany w stopniu srebrnym i brązowym, a od 1933 w stopniu złotym i srebrnym.
W roku 1921 serbski Czerwony Krzyż został włączony do nowego Towarzystwa Czerwonego Krzyża SHS.

## Wygląd
Odznaka SCK to emaliowany obustronnie na czerwono krzyż grecki z kwadratową plakietką u zbiegu ramion. Za czasów Księstwa Serbii w środku awersu krzyża znajdował się herb Księstwa – biały krzyż serbski w czerwonym polu, ukoronowany mitrą książęcą, po obwołaniu Serbii królestwem (1882) wymieniony na dwugłowego ukoronowanego orła serbskiego z godłem Czerwonego Krzyża na piersi. W środku rewersu odznaczenia umieszczona była data „1876”. Zawieszką była do 1882 mitra książęca, po tym roku korona królewska.
Medal na awersie miał krzyż grecki, pod nim napis w trzech wersach "Za Służbę w Serbskim Czerwonym Krzyżu 1912–1913", a pod napisem herb Serbii. Na rewersie umieszczono motyw kosowskiej dziewczyny.
Odznakę noszono na białej wstędze na lewej piersi, a zarówno odznaka, jak i medal od 1912 nadawane były również na wojennej wstążce, tzn. białej z czerwonymi krawędziami.